# 代數整數
在數學裡，代數整數（algebraic integer）是複數中的一类。一个複数α是代数整数当且仅当它是某个個整系數的首一多項式{\displaystyle P(x)}的根。其中首一（英文：monic）意謂最高冪次項的系數是1。
因此，所有代數整數都是代數數，但並非所有代數數都是代數整數。所有代数整数构成一个环，通常记作{\displaystyle \mathbb {A} }。
如果{\displaystyle P(x)}是整係數本原多項式（即系數的最大公因数是1的多项式），但非首一多項式，則{\displaystyle P}的根都不是代數整數。

## 定义
以下是代数整数四种相互等价的定义。设K为代数数域（有理数域{\displaystyle \mathbb {Q} }的有限扩张）。根据本原元定理，K可以写成{\displaystyle K=\mathbb {Q} (\theta )}的形式。其中{\displaystyle \theta \in \mathbb {C} }是某个代数数。设有{\displaystyle \alpha \in K}，则α是代数整数当且仅当以下命题之一成立：
1. 存在整系数多项式：{\displaystyle P=X^{m}+a_{1}X^{m-1}+\cdots +a_{m-1}X+a_{m}\in \mathbb {Z} [X]}，使得{\displaystyle P(\alpha )=0}。
2. α在{\displaystyle \mathbb {Q} }上的极小首一多项式是整系数多项式。
3. {\displaystyle \mathbb {Z} [\alpha ]}是有限生成的{\displaystyle \mathbb {Z} }-模。
4. 存在有限生成的{\displaystyle \mathbb {Z} }-子模：{\displaystyle M\subset \mathbb {C} }，使得{\displaystyle \alpha M\subseteq M}。

## 例子
- 有理数域{\displaystyle \mathbb {Q} }中的代数整数就是整数。换句话说，{\displaystyle \mathbb {A} }和{\displaystyle \mathbb {Q} }交集是整数环{\displaystyle \mathbb {Z} }。这可以用整系数多项式的一个简单性质证明。如果一个整系数多项式

有一个根是有理数：{\displaystyle \scriptstyle r={\frac {p}{q}}}，其中p、q是互素的整数，那么必然有：分母q 整除{\displaystyle a_{m}}，以及分子p 整除{\displaystyle a_{0}}。因此，由于代数整数是某个首一多项式的根，如果它是有理数，那么它的分母整除多项式的最高冪次項，也就是说整除1。所以这个有理数的分母是1，即是说它是整数。反过来，所有的整数n都是整系数首一多项式{\displaystyle \displaystyle x-n}的根，所以是代数整数。
- 一个给定的代数数域{\displaystyle \mathbb {K} }与{\displaystyle \mathbb {A} }的交集称为这个数域的（代数）整数环，记作{\displaystyle {\mathcal {O}}_{K}}。这个整数环中的代数整数不再只是整数。比如说，给定一个数域：{\displaystyle \mathbb {K} =\mathbb {Q} ({\sqrt {2}})}，那么对应的整数环中不仅有整数，还有{\displaystyle {\sqrt {2}}}，因为{\displaystyle {\sqrt {2}}}是首一多项式{\displaystyle \scriptstyle x^{2}-2}的根。

- {\displaystyle \scriptstyle {\frac {\sqrt {2}}{2}}}不是代数整数。这是因为{\displaystyle \scriptstyle {\frac {\sqrt {2}}{2}}}在有理数域上的最小多项式是{\displaystyle \scriptstyle 2x^{2}-1}，不是一个首一多项式。

- {\displaystyle \scriptstyle {\frac {1+{\sqrt {5}}}{2}}}是一个代数整数。它是多项式{\displaystyle \scriptstyle x^{2}-x-1}的根。一般来说，如果整数{\displaystyle \scriptstyle d}除以4余1，那么{\displaystyle \scriptstyle {\frac {1+{\sqrt {d}}}{2}}}也是代数整数，因为它是多项式{\displaystyle \scriptstyle x^{2}-x-{\frac {d-1}{4}}}的根。

- 给定素数p，p次单位根{\displaystyle \zeta _{p}}也是一个代数整数，因为是首一多项式{\displaystyle \displaystyle x^{p}-1=0}的根。实际上，p次分圆域{\displaystyle \mathbb {Q} (\zeta _{p})}的整数环就是{\displaystyle \mathbb {Z} [\zeta _{p}]}。

## 性质
- 兩個代數整數的和是一個代數整數，他們的差及積也是。這時它們滿足的首一多項式可以用結式表達；但他們的商就不一定是代數整數。
- 一個以代數整數為系數的首一多項式的根也是代數整數。換句話說，代數整數構成一個環，並且在任何代數擴張下是整閉的。
- 任何從整數出發，透過和、積與开方得到的數都是代數整數，但並非所有代數整數都可依此構造，例如，大多數的五次代數整數都無法透過這種方式構造。
- 代數整數是裴蜀整环。